# Notes on Ornette
Notes on Ornette ist ein Jazzalbum von Paul Bley. Die im September 1997 in New York City entstandenen Aufnahmen erschienen 1998 auf SteepleChase Records.

## Hintergrund
Der Pianist Paul Bley habe zu den Ersten gehört, die Ornette Colemans Botschaft verstanden hätten, denn dessen ursprüngliches Quartett entstand praktisch beim Auftritt des Pianisten im Hillcrest Club 1958. Live-Mitschnitte aus dieser Zeit zeigen, dass Bley sich besser einfügte als jeder andere Pianist, schrieb Duck Baker. Abgesehen von der Geschichte sei die musikalische Verwandtschaft der beiden offensichtlich.

## Titelliste
- Paul Bley: Notes On Ornette (SteepleChase SCCD 31437)[2]

1. Turnaround 12:06
2. Lorraine 10:03
3. Crossroads 5:51
4. When Will the Blues Leave 6:43
5. Compassion 9:34
6. Rejoicing 10:38
7. Aarp (Paul Bley) 5:54

Wenn nicht anders vermerkt, stammen die Kompositionen von Ornette Coleman.

## Rezeption

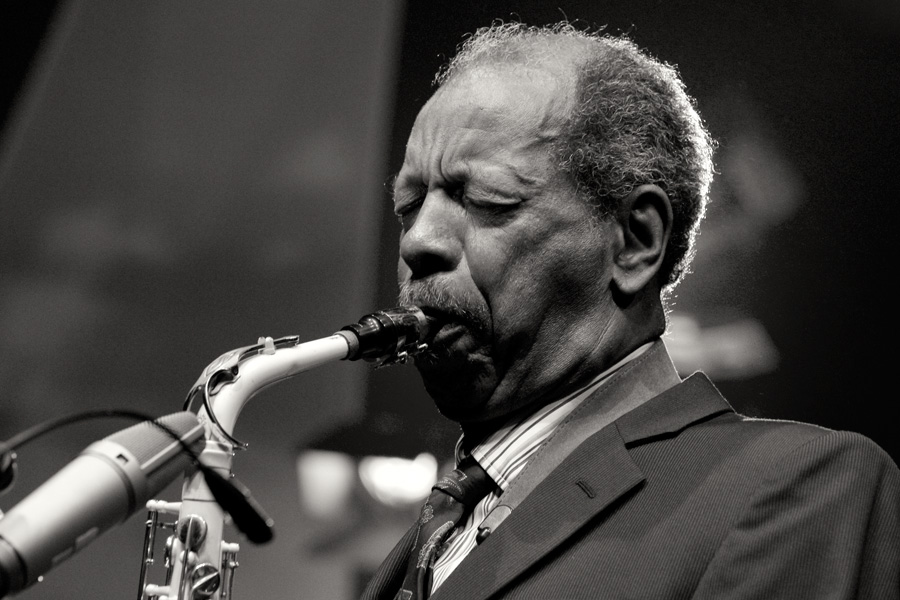
Ornette Coleman (2011)

Nach Ansicht von C. Andrew Hovan, der das Album in All About Jazz rezensierte, kann Bley zuweilen ein grüblerischer Musiker sein, obwohl ihm die unbeschwertere Ausgelassenheit des Bebop nicht fremd sei. Auf „Notes on Ornette“ würden die dunkleren Aspekte von Bleys musikalischer Persönlichkeit mit dem pointierten und leicht melancholischen Charakter von Colemans Werk harmonieren. Zu den Höhepunkten zähle „Crossroads“, das vor frenetischer Energie strotzt: Bleys Cluster auf den Tasten (à la Cecil Taylor) würden auf die klatschenden Saiten von Bassist Jay Anderson prallen. Bley beweise dabei jene Art von „klassischem“ Können, das es seinen Fingern ermöglicht, unmittelbar auf seine kreativen Einfälle zu reagieren. Dieses Album zeuge nicht nur von der kollektiven Authentizität des Trios, sondern auch von Colemans anhaltendem Genie als Komponist.
Bley habe schon immer das Unvorhersehbare geliebt, und Colemans eigenwillige Linien scheinen ihn wirklich zu inspirieren, schrieb Duck Baker (JazzTimes). In den letzten rund 20 Jahren seien so viele Bley-Platten erschienen, dass es nur eingefleischte Fans gelänge, sie alle zu verfolgen. Doch wer den Pianisten jemals mochte, sollte sich „Notes on Ornette“ anhören. Bley würde es immer noch genießen, scheinbar zusammenhanglose improvisierte Melodien zusammenzufügen, doch hier verfalle er oft ins andere Extrem und spinne scheinbar endlose Linien, in denen sich ein paar einfache Ideen ständig verwandeln. Sein Anschlag sei präziser und spröder denn je, und er klinge durchweg glücklich. Jay Anderson und Jeff Hirshfield seien nahezu ideale Unterstützer für ihn. Beide hätten einen hervorragenden Instrumentalklang und ein großes Gehör.